# Hemidactylus robustus
Espèce
Synonymes
- Hemidactylus turcicus parkeri Loveridge 1936
- Hemidactylus porbandarensis Sharma, 1981

Hemidactylus robustus est une espèce de geckos de la famille des Gekkonidae.

## Répartition
Cette espèce se rencontre en Égypte, au Soudan, en Érythrée, en Éthiopie, en Somalie, au Kenya, au Yémen, en Irak, en Iran, au Pakistan et au Gujarat en Inde.

## Publication originale
- Heyden, 1827 : Atlas zu der Reise im nördlichen Afrika. I. Zoologie. Reptilien. H. L. Brönner, p. 1-24 (texte intégral).